# Estación de Irijo
Irijo (en gallego, y oficialmente según Adif, O Irixo) es una estación ferroviaria situada en el municipio español de Irijo en la provincia de Orense, comunidad autónoma de Galicia. Cuenta con servicios de Media Distancia operados por Renfe.

## Situación ferroviaria
La estación se encuentra en el punto kilométrico 298,048 de la línea férrea de ancho ibérico que une Zamora con La Coruña a 549 metros de altitud, entre las estaciones de Carballino y Lalín. El tramo es de vía única y está sin electrificar.

## Historia
La estación fue inaugurada el 8 de septiembre de 1958 con la puesta en marcha del tramo Carballino — Santiago de Compostela de la línea férrea que pretendía unir Zamora con La Coruña. Su explotación inicial quedó a cargo de RENFE cuyo nacimiento se había producido en 1941. 
Desde el 31 de diciembre de 2004, Renfe Operadora explota la línea mientras que Adif es la titular de las instalaciones ferroviarias.

## La estación
Se encuentra al sur de Irijo. Siguiendo la línea arquitectónica de las estaciones de este tramo de la línea el edificio para viajeros es una construcción en piedra, de planta irregular y dos alturas con chimenea lateral y tejado de teja de varias vertientes. Dos soportales apoyados en arcos rebajados adornan las dos fachadas de la estación. Cuenta con dos andenes, uno lateral y otro central al que acceden tres vías. Los cambios de andén se realizan a nivel. 

## Servicios ferroviarios

### Media Distancia
En la estación para un tren diario de Media Distancia operado por Renfe, comercializado como Regional, que conecta con las ciudades de Santiago de Compostela y Orense.
| Línea MD | Servicio | Origen/Destino         | Paradas intermedias                        | Destino/Origen |
| -------- | -------- | ---------------------- | ------------------------------------------ | -------------- |
| 2        | Regional | Santiago de Compostela | Lalín · Irijo · Carballino · Friela-Maside | Orense         |